# Ґьокуро

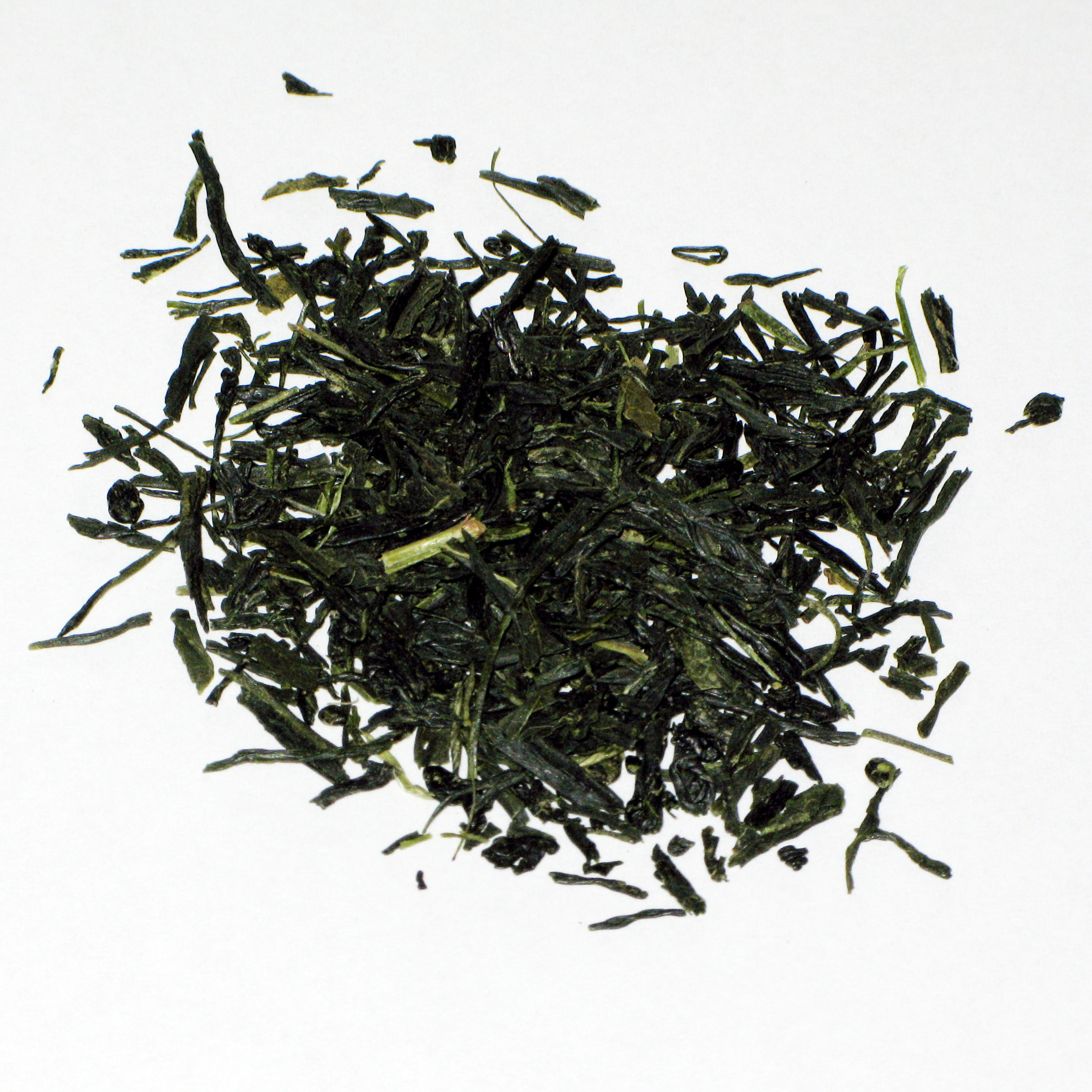
Зелений чай ґьокуро

Ґьокуро́ (яп. 玉露, ぎょくろ, МФА: [gʲokuɾoː], «самоцвітна роса») — різновид японського зеленого чаю вищого класу.

## Опис
Вирощується в місті Удзі на півдні префектури Кіото. Збирається в кінці квітня. Перед збором, останні двадцять днів. затіняється спеціальними пристосуваннями. Це дозволяє збільшити вміст амінокислот (тіаніну) в чайних листках, і водночас зменшити вміст катехіну — (джерела гіркоти в чаї, поряд з кофеїном), а в результаті — отримати солодкий смак. Також, чай, в процесі затінення, набуває особливого аромату.
Назву чаю дала чайна компанія Yamamotoyama. Шостий власник якої, Ямамото Кахей, вперше відкрив світу ґьокуро в 1835 році. Технологія виробництва була завершена уже іншим виробником на початку епохи Мейдзі.
Колір настою блідо-зелений. Служить основою для приготування церемоніального порошкового чаю. Ґьокуро сприяє очищенню судин головного мозку, кровоносної системи, покращення гостроти зору.

## Приготування
Торговці японським чаєм рекомендують унікальний метод для приготування ґьокуро, який відрізняється від типового заварювання чаю:
- Використовувати подвійну дозу сухого чайного листа для заданої кількості води (наприклад, від 6 до 10 г на 180 мл, або від 2 до 3 чайних ложок на 2 маленькі чашки;
- Використовувати нижчу температуру води для заварювання (в діапазоні 50°C — 60 °C (122°F — 140 °F) замість 65°C — 75 °C (149°F — 167 °F) для Сентя;
- Збільшити тривалість заварювання, принаймні, першої інфузії (90 секунд замість 1 хвилини для сентя).

Зазвичай, п'ють ґьокуро дуже повільно, щоб насолодитися його відмінним смаком.

## Схожі чаї та підробки
За японськими технологіями, схожий чай виробляють у індійському Дарджилінгу (долина річки Рангбонг). Також чай з назвою «ґьокуро», але непередбачуваної якості, виробляють у Китаї.